# Le Train bleu (restaurant)
Pour les articles homonymes, voir Train bleu.
Le Train bleu est un restaurant gastronomique de style néo-baroque et Belle Époque des années 1900 situé au 1er étage du hall de la gare Paris-Gare de Lyon dans le 12e arrondissement de Paris, en France. Sauvé de la démolition par André Malraux en 1966, il est  classée en partie au titre des monuments historiques depuis 1972 par Jacques Duhamel.

## Historique

### Création et inauguration
Ce restaurant dû à l'architecte Marius Toudoire, fut construit, sous sa direction, à l'occasion de l'Exposition universelle de 1900 par la Compagnie du chemin de fer Paris-Lyon-Méditerranée (PLM) sous le nom de « Buffet de la Gare de Lyon », en même temps que le Grand Palais, le Petit Palais ou le pont Alexandre-III. Le président de la République française Émile Loubet l'inaugura le 7 avril 1901.

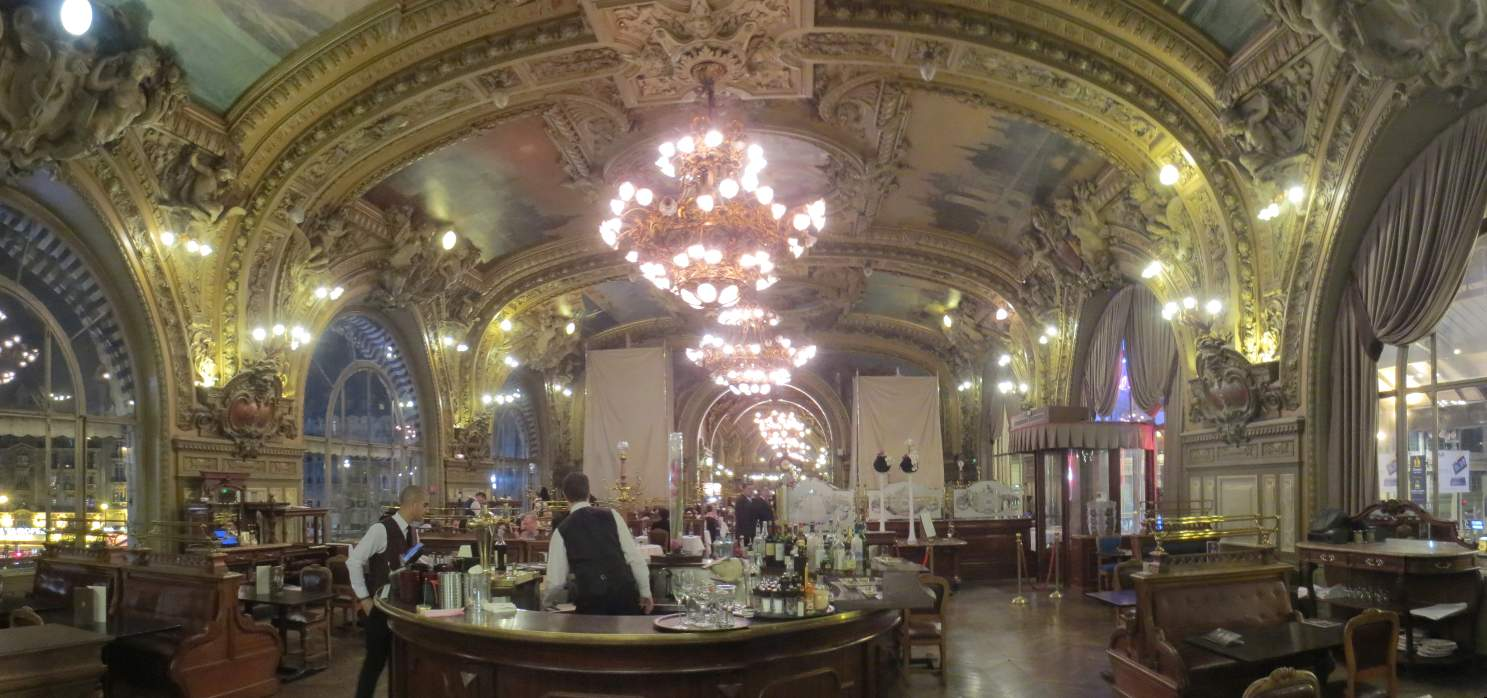
Vue intérieure du Train Bleu.

On y accède depuis les quais par un grand escalier à double révolution. À l'origine, les cuisines se trouvaient dans les combles, les plats étant acheminés par sept monte-charges électriques. Il y a une hauteur de 8 mètres sous plafond.
Les premiers concessionnaires du Buffet furent à l'ouverture, MM. Court et Jubier, dont ce dernier était également propriétaire à partir de 1908 de « l'hôtel Paris-Lyon-Palace » situé rue de Lyon, présenté comme une annexe du Buffet de la Gare. Fernand Guiraud, leur succéda en 1928, jusqu'à son décès en 1962. Georges Neu (1893-1978) qui était entré à l'âge de 14 ans au Buffet après avoir pris la direction aux côtés de Fernand Guiraud, transmit le restaurant avant son décès à Albert Chazal (1923-2017) qui avait exercé la fonction de directeur auprès de lui.
En 1963, ce dernier, le rebaptisa Le Train bleu en hommage au mythique Train bleu « Paris-Vintimille » de 1868 (Train express Paris-Marseille-Nice-Monaco-Vintimille qui suit la route du bord de mer de la Côte d'Azur le long de la mer Méditerranée).

### Un restaurant représentatif des années 1900

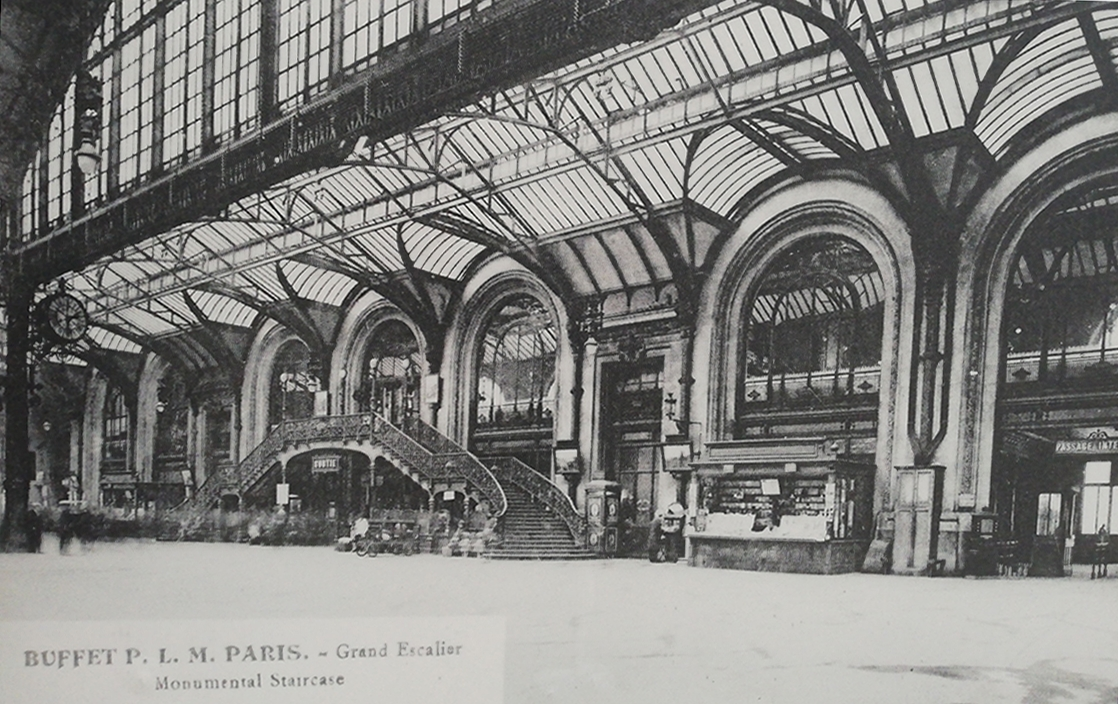
Le buffet P.L.M, ancêtre du Train bleu, en 1900

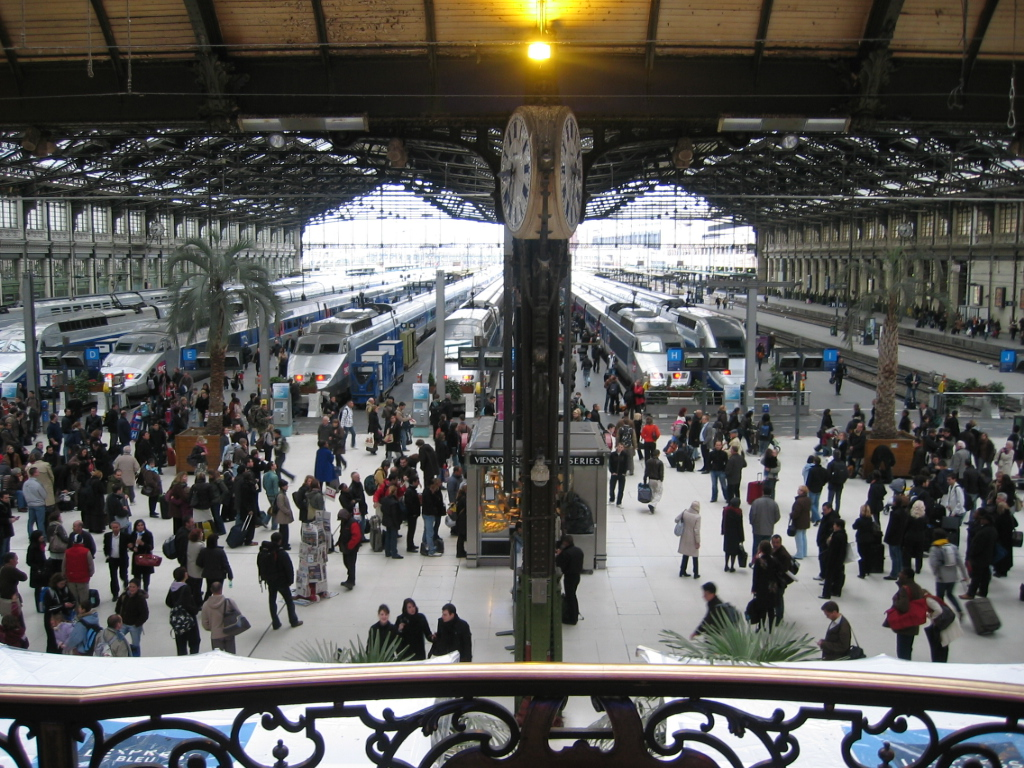
Vue sur le hall de la gare de Lyon depuis l'escalier d'accès au restaurant Le Train bleu.

Les salles du restaurant, le salon doré ou petit salon, la grande salle, les salons tunisien et algérien, les passages et leur décor sont classées aux monuments historiques.
L'intérieur est digne d'un musée des années 1900, chargé de sculptures, dorures, moulures, lustres, mobiliers d'apparat, fauteuils club et de 41 vastes peintures décoratives sur les murs et plafonds représentant les grandes étapes parcourues par la Compagnie PLM (Paris-Lyon-Méditerranée) et des événements de 1900, peints par certains des peintres les plus en vogue à l'époque : Charles Bertier, Eugène Burnand, Antoine Calbet, Ulpiano Checa y Sanz, Eugène Dauphin, Guillaume Dubufe, François Flameng, Henri Gervex, Gaston de La Touche, Max Leenhardt, Albert Maignan, Frédéric Montenard, Jean-Baptiste Olive, Albert Rigolot, Édouard Rosset-Granger, Paul Saïn,Gaston Casimir Saint-Pierre, Raymond Allegre, René Billotte, Paul Buffet, François Cachoud, Mario Carl-Rosa, Maurice Chabas, Gilbert Galland, Numa Marocchi de Belluci, Edmond Marie Petit-Jean et Paul Vayson.
Les immenses salles à manger ont toujours leurs caractéristiques d'origine, planchers polis, boiseries, banquettes en cuir, meubles de service en acajou, stuc doré luxuriant, nombreuses sculptures et peintures murales et sur les plafonds représentant des scènes de France. La trentaine de peintres qui ont œuvré comptaient parmi les meilleurs de leur temps, de sorte que l'on trouve ici une sélection caractéristique de la peinture française 1900. Au-dessus de l'escalier menant aux voies, on trouve une peinture murale de René Billotte (1846-1915) : il montre des motifs parisiens, à savoir le pont Alexandre-III et le palais de l'exposition universelle de 1900.
Les trois peintures du plafond de la grande salle sont dédiées aux trois plus grandes villes de France : Paris est une œuvre de François Flameng (1856-1923), qui créa aussi des fresques à la Sorbonne et à l'Opéra-Comique. Les deux autres sont signés par Guillaume Debufe (Lyon) et Gaston Casimir Saint-Pierre (Marseille). La peinture murale principale de la grande salle représente le théâtre d'Orange par Albert Maignan (1845-1908), on y découvre les portraits du président du PLM, Stéphane-Adolphe Dervillé, et du directeur général Gustave Noblemaire, ainsi que ceux des célèbres actrices d'alors Sarah Bernhardt et Réjane, du chanteur Jean Bartet et de l'écrivain Edmond Rostand. Les peintures représentant Villefranche et Monaco sont de Frédéric Montenard (1849-1926), le fondateur de la Société nationale des Beaux-Arts.

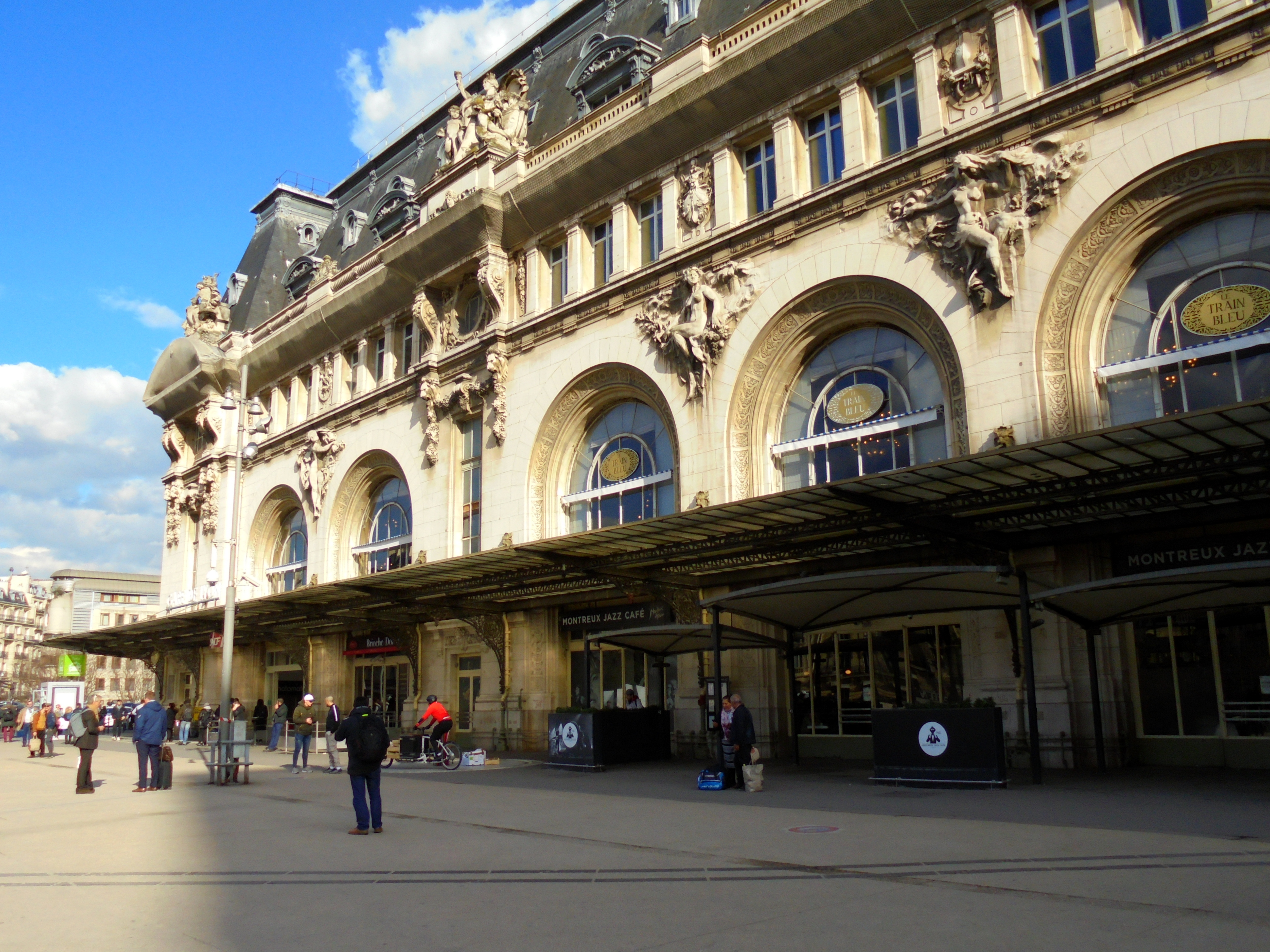
Au premier étage de la gare de Lyon à Paris, les fenêtres du Train Bleu donnant sur le parvis.

Dans la salle dorée, on trouve le tableau représentant Nice, la Guerre des Fleurs, d'Henri Gervex (1852-1929), un ami d'Auguste Renoir.
Le peintre Jean-Baptiste Olive (1848-1936) a peint deux tableaux, Saint-Honorat et le Vieux-Port de Marseille. Olive, né à Marseille, avait une grande réputation en tant que peintre de marine.
Une peinture d'Eugène Burnand (1850-1921) montre le massif du Mont-Blanc (Burnand est le créateur d'un célèbre panorama sur les Alpes bernoises qui voyagea pour une exposition itinérante à Anvers, Chicago, Genève et Paris).
De nombreuses personnalités du XXe siècle sont devenus des habituées du Train bleu et ont contribué au mythe dont Brigitte Bardot, Sarah Bernhardt, Coco Chanel, Jean Cocteau, Colette, Salvador Dalí, Jean Gabin, François Mitterrand, Marcel Pagnol, Réjane, Edmond Rostand, Francis Bacon ou le groupe allemand Kraftwerk,.
Depuis le 1er octobre 2018, la Maison Rostang a cosigné une nouvelle carte gastronomique, dans la tradition du buffet de la gare. Le chef doublement étoilé Michel Rostang souhaite proposer une cuisine influencée par les produits de saison et régionaux emblématiques de la ligne historique Paris-Lyon-Méditerranée (PLM),.
Le restaurant de 250 couverts dont les cuisines sont dirigées par le chef Samir Balia, entouré avec le personnel de salle d'une équipe de plus de 50 collaborateurs, propose une cuisine gastronomique française traditionnelle avec en vedette des classiques comme le saucisson pistaché en brioche, la côte de veau fermier rôtie « Foyot », le gigot d'agneau servi depuis des « voitures à tranches » devant le client, le steak tartare, le vacherin glacé « Train bleu » ou le Baba au rhum royal ambré « Saint James », accompagné d'une imposante carte de vins.

#### Les chefs cuisiniers résidents[13]
- Le président de la société Le Train Bleu, Albert Chazal, avec le chef cuisinier, Jean Thauvin (au second plan) en 1988.Jean Thauvin (de 1963 à 1992),
- Michel Comby (de 1992 à 2000),
- André Signoret (de 2000 à 2004),

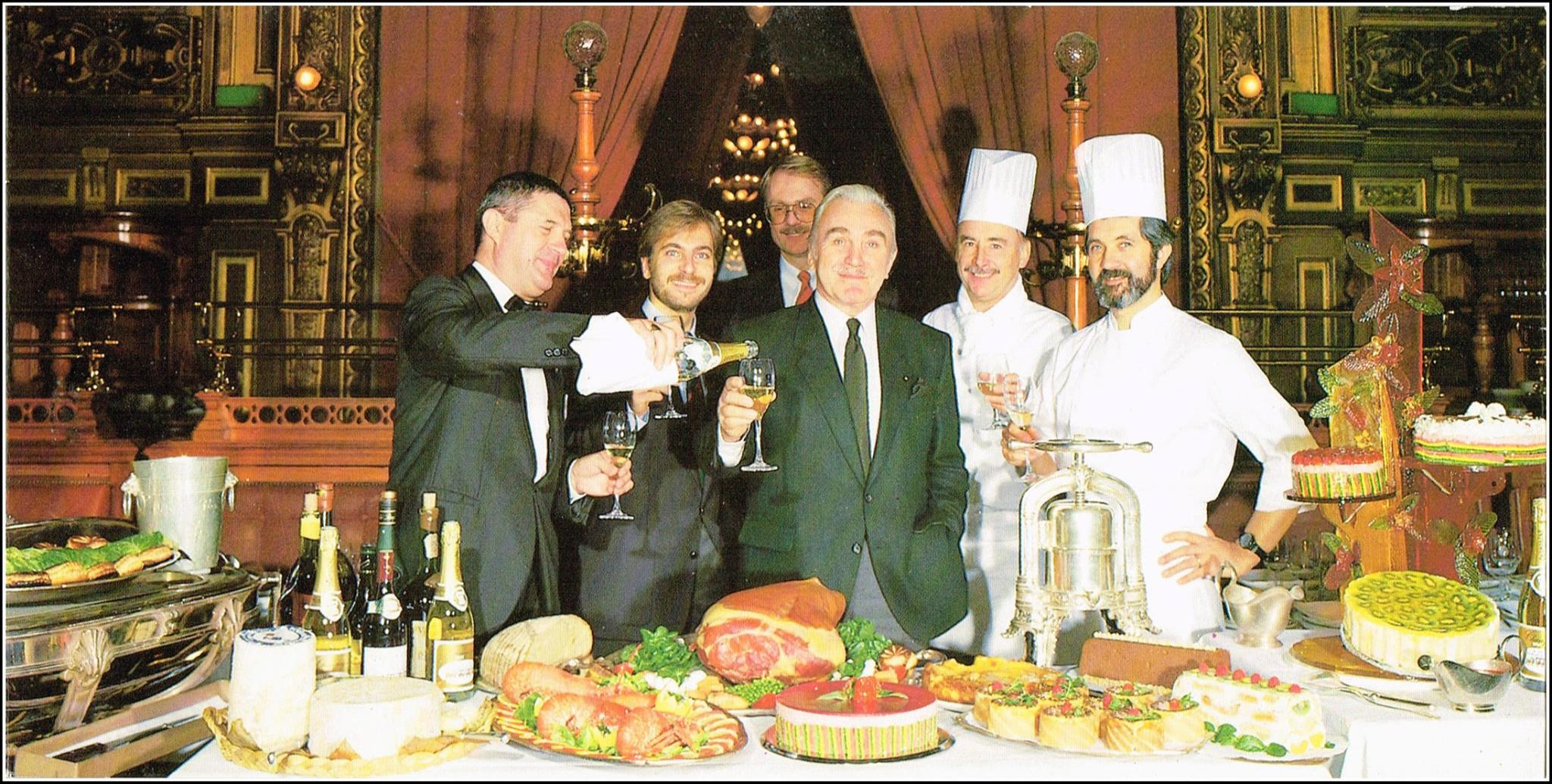
Le président de la société Le Train Bleu, Albert Chazal, avec le chef cuisinier, Jean Thauvin (au second plan) en 1988.

- Jean-Pierre Hocquet (de 2004 à 2019), en collaboration avec Michel Rostang à partir de 2018[14],
- Samir Balia depuis 2019, en collaboration avec Michel Rostang[15]

## Réception critique
Le Train bleu a obtenu divers prix, dont celui du meilleur restaurant dans le secteur ferroviaire ainsi qu'un prix d'honneur en qualité de meilleur restaurant dans le monde du transport lors de la remise des FAB (Food and Beverage Airports and Railway-Stations). Le restaurant, toutefois, ne jouit pas forcément d'une grande popularité auprès des critiques gastronomiques ou de sa clientèle. Comme l'écrit le journal Le Monde en 2015 : « Le Train bleu est sans doute la seule table où l’on mange mal, classée aux monuments historiques. Paris regorge de déçus du Train bleu qui ajoutent souvent : “De toute façon ce sera pire dans le train” ». Le journal parle d'assiette « toujours aussi tristounette, à la traîne, [qui fait] grise mine, entre frites mollassonnes et sauces sans âmes ». Le critique gastronomique Gilles Pudlowski évoque un service « souriant, gentil tout plein », des plats qui ressemblent à du « sous-vide » ou à du « prêt à l’avance façon traiteur » et une carte des vins « aux tarifs exorbitants » mais note à partir de 2018 un vrai renouveau avec l'arrivée de Michel Rostang,.

### Rénovation
Géré depuis 1998, par le groupe « Select service partners », celui-ci entreprend en 2014 une importante rénovation du Train bleu, au détriment d'une partie du mobilier d'époque, partie intégrante du décor mais non protégé au titre des monuments historiques, qui a été mis à l'encan par vente aux enchères le 30 juin 2014.
Le restaurant a rouvert ses portes le 12 septembre 2014. Les cuisines ont été entièrement modernisées. Tous les décors et les fresques ont été nettoyés, restaurés, les murs repeints et les dorures repassées à la feuille d’or (la dernière restauration de ce type datait de 1992). Les parquets et l’ensemble du mobilier ont été refaits « à l’identique », cependant les fauteuils club chesterfield des salons n'ont pas été conservés. Les nouveaux fauteuils ainsi que les banquettes et les chaises arborent désormais la nouvelle couleur bleue.
Au rez-de-chaussée la brasserie a été précédemment transformée en « bar musical ».

## Galerie
À ce jour, Le Train bleu est l'un des lieux célèbres les mieux conservés du Paris des années 1900.

Décor intérieur
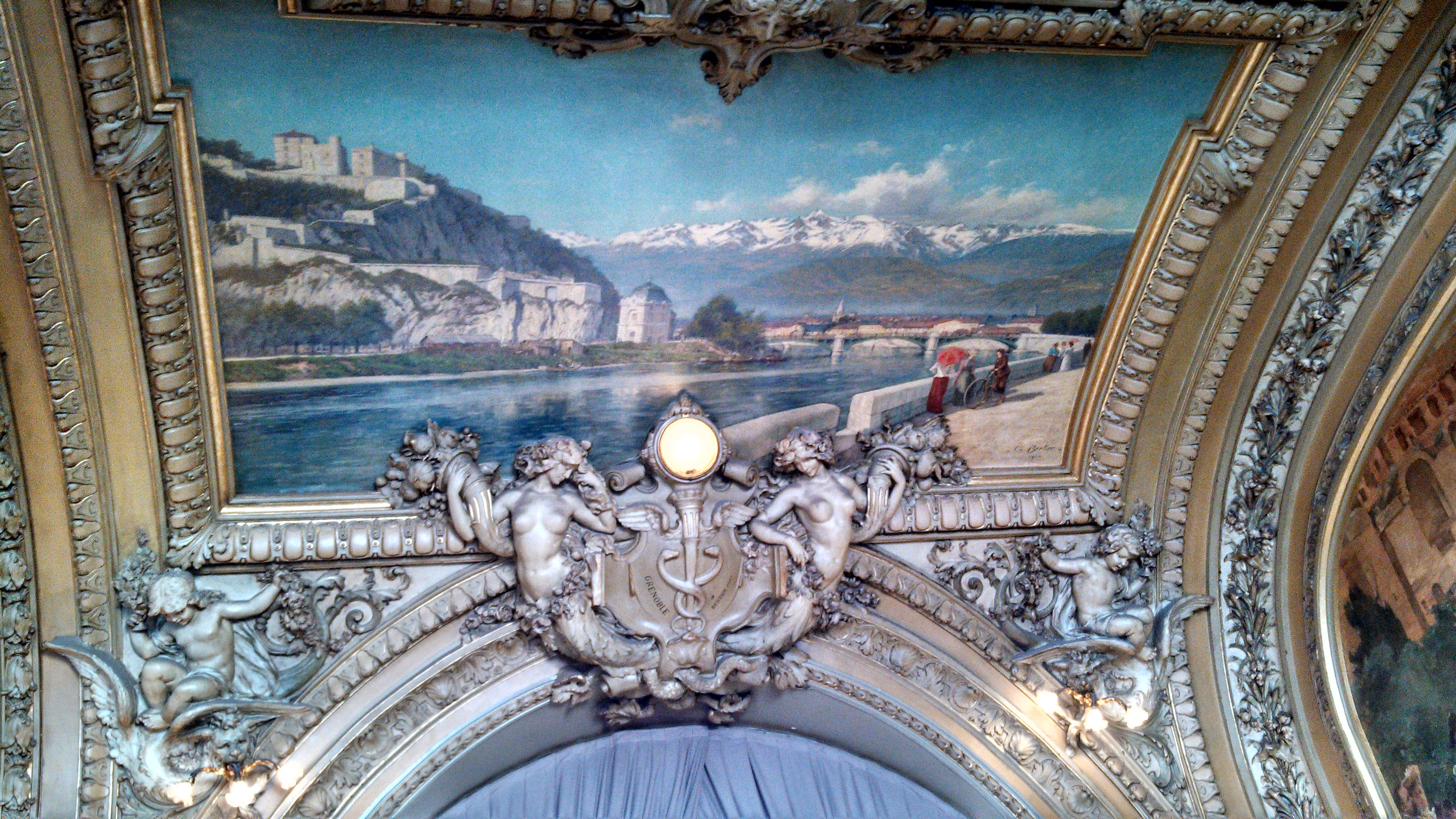
Charles Bertier, Grenoble.
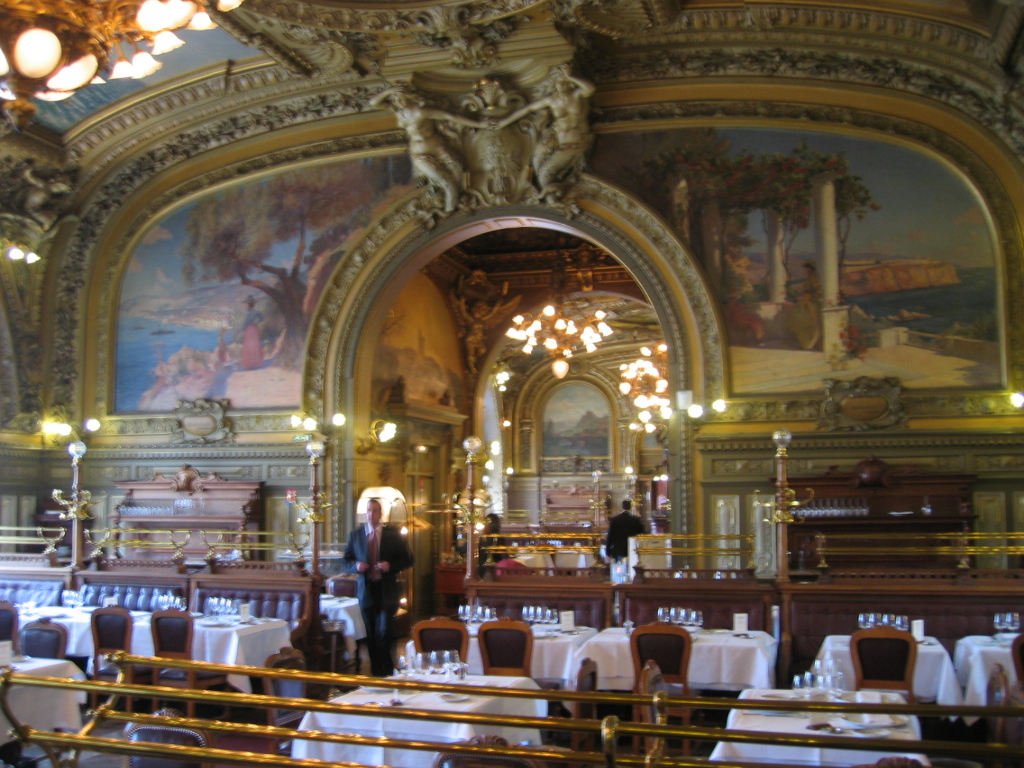
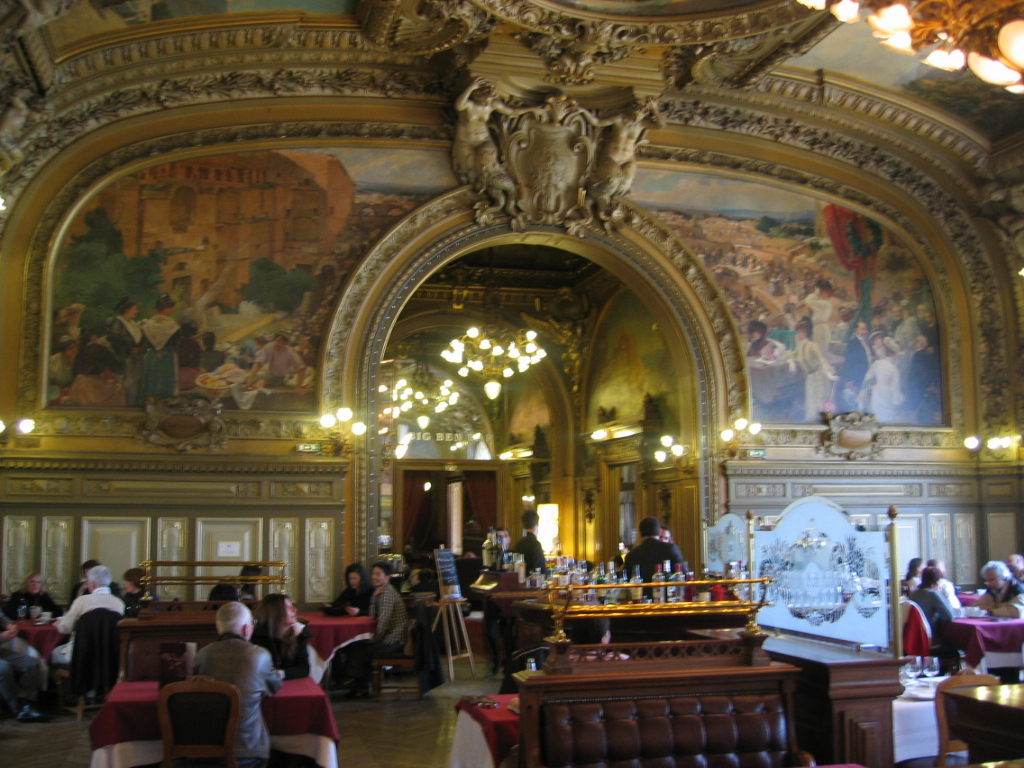
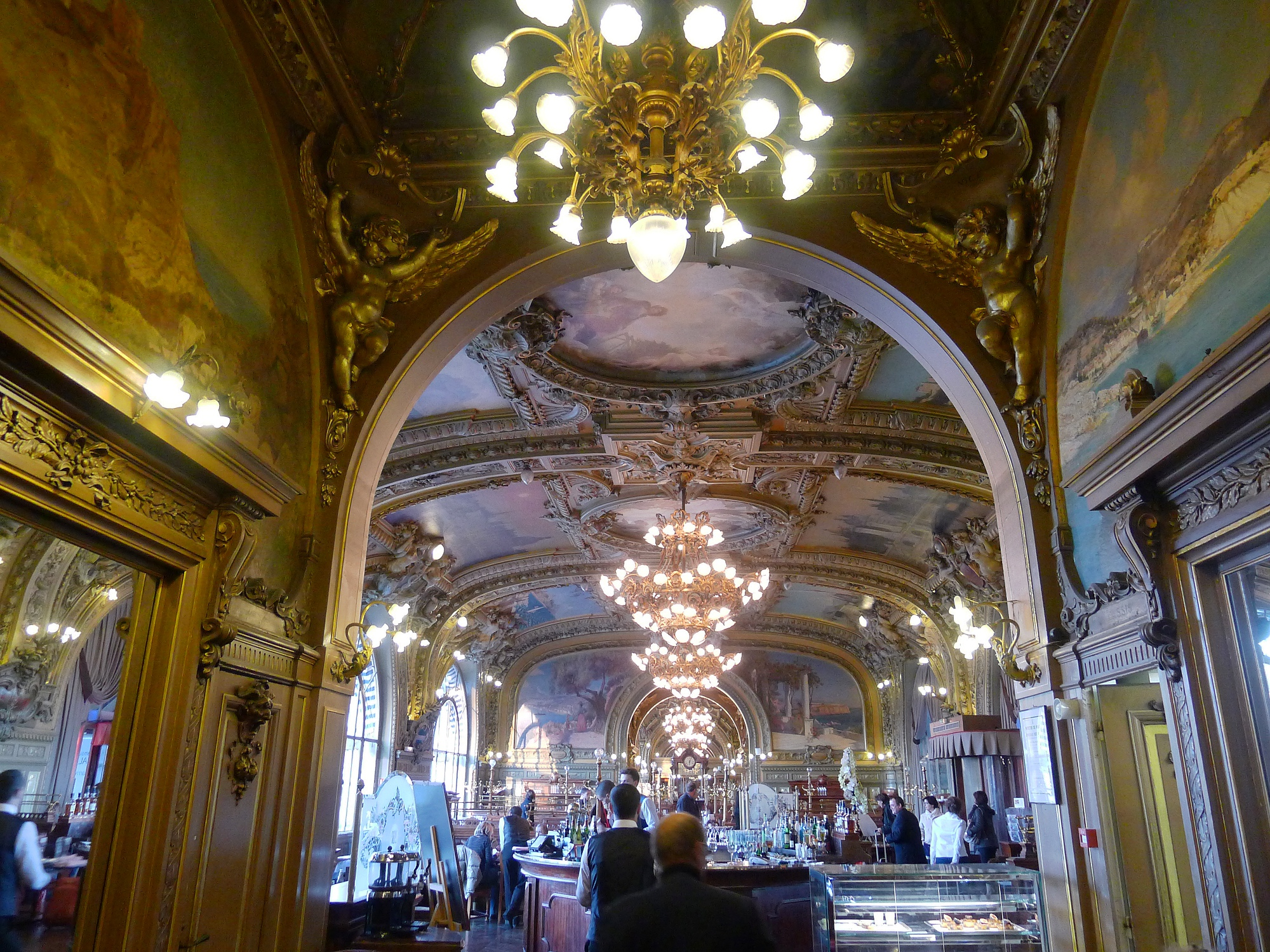
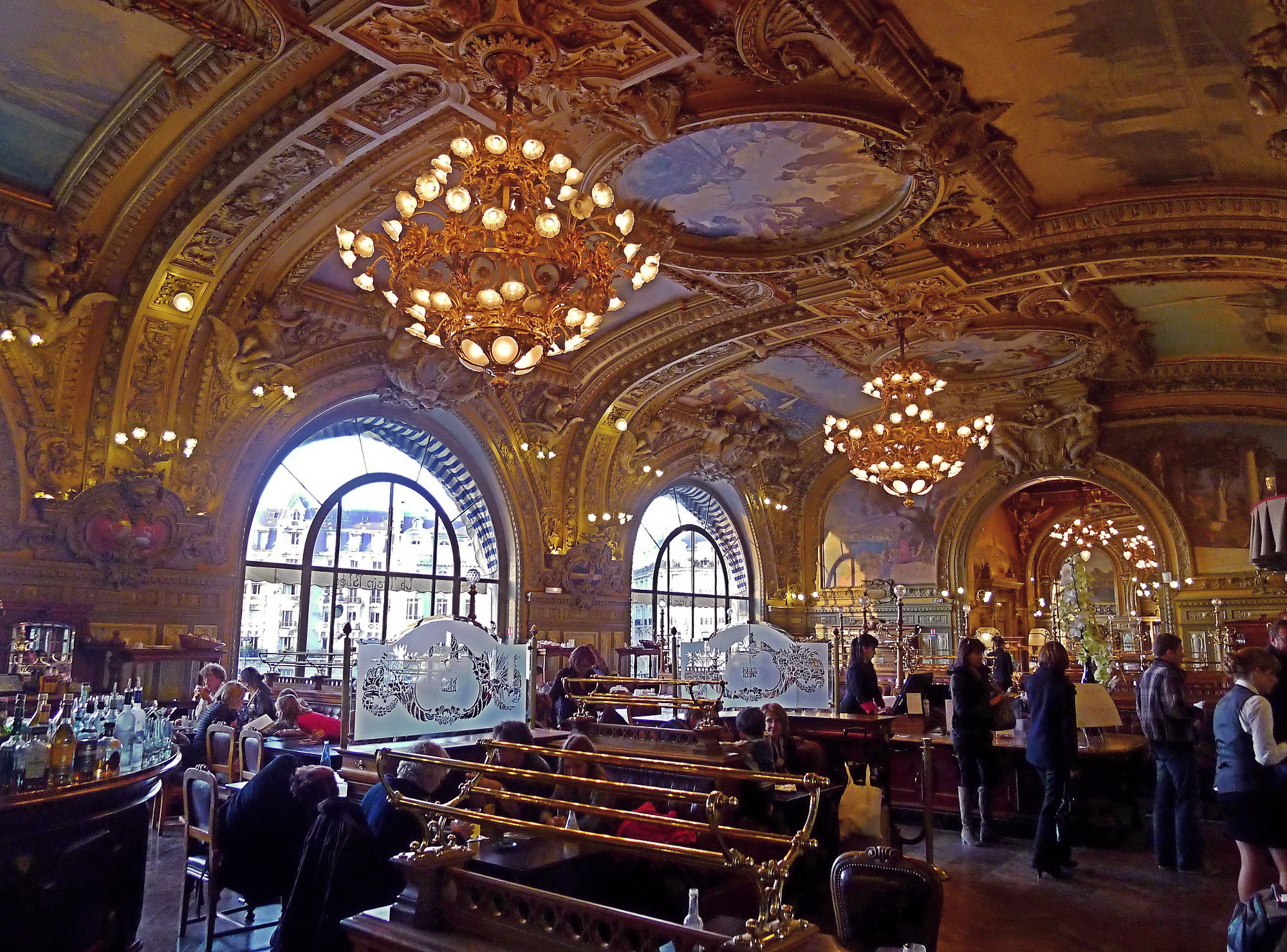
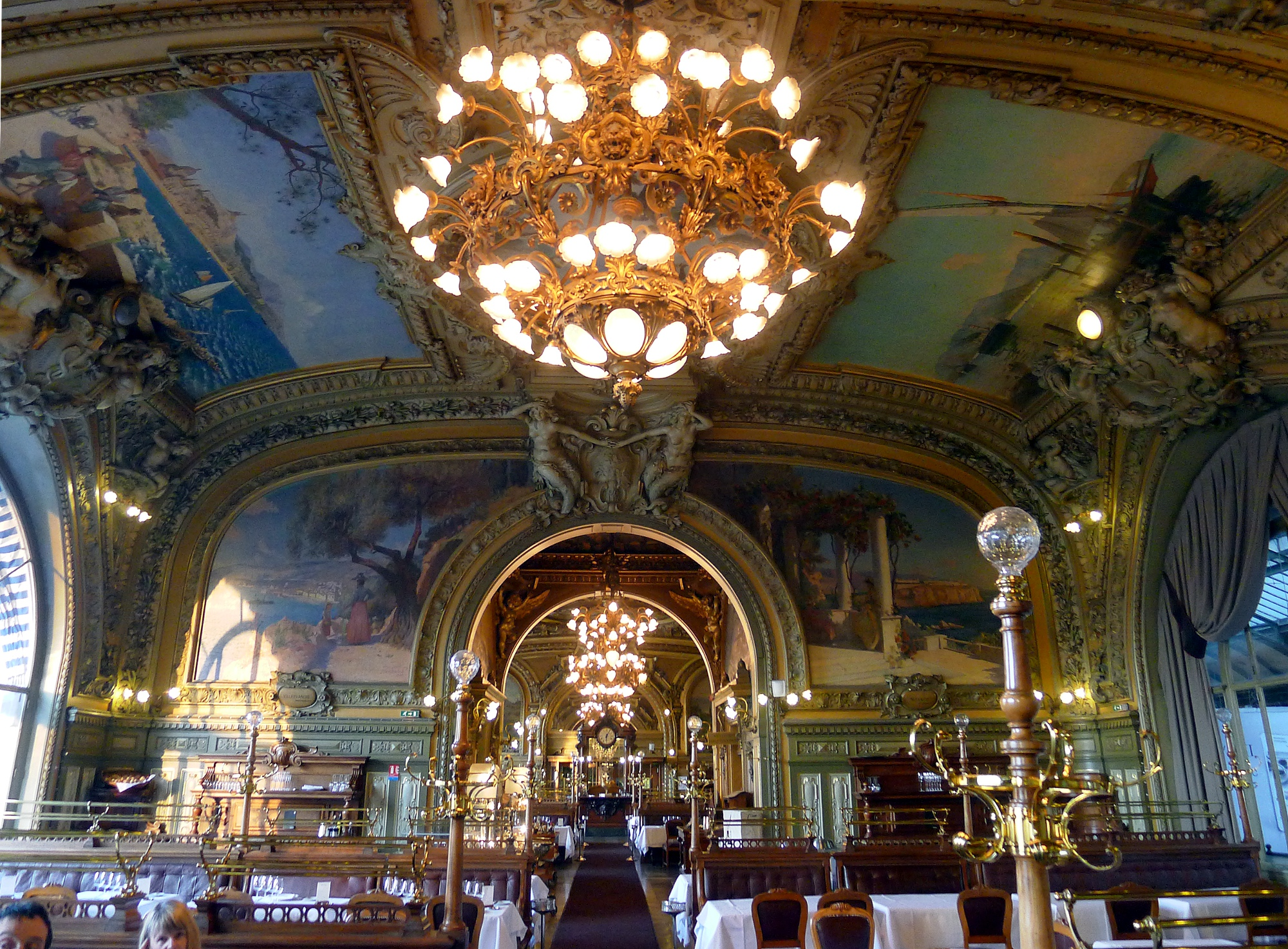
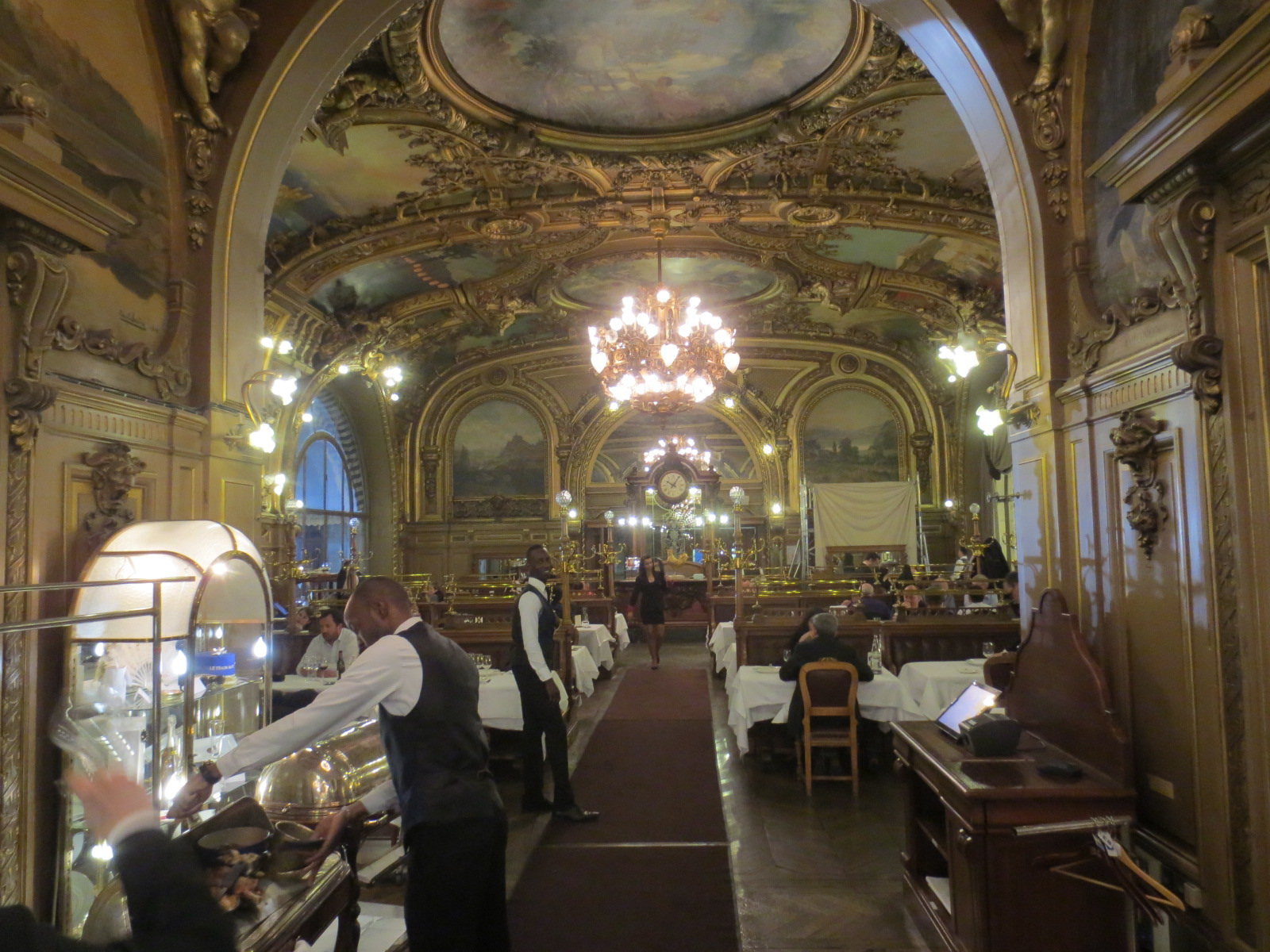
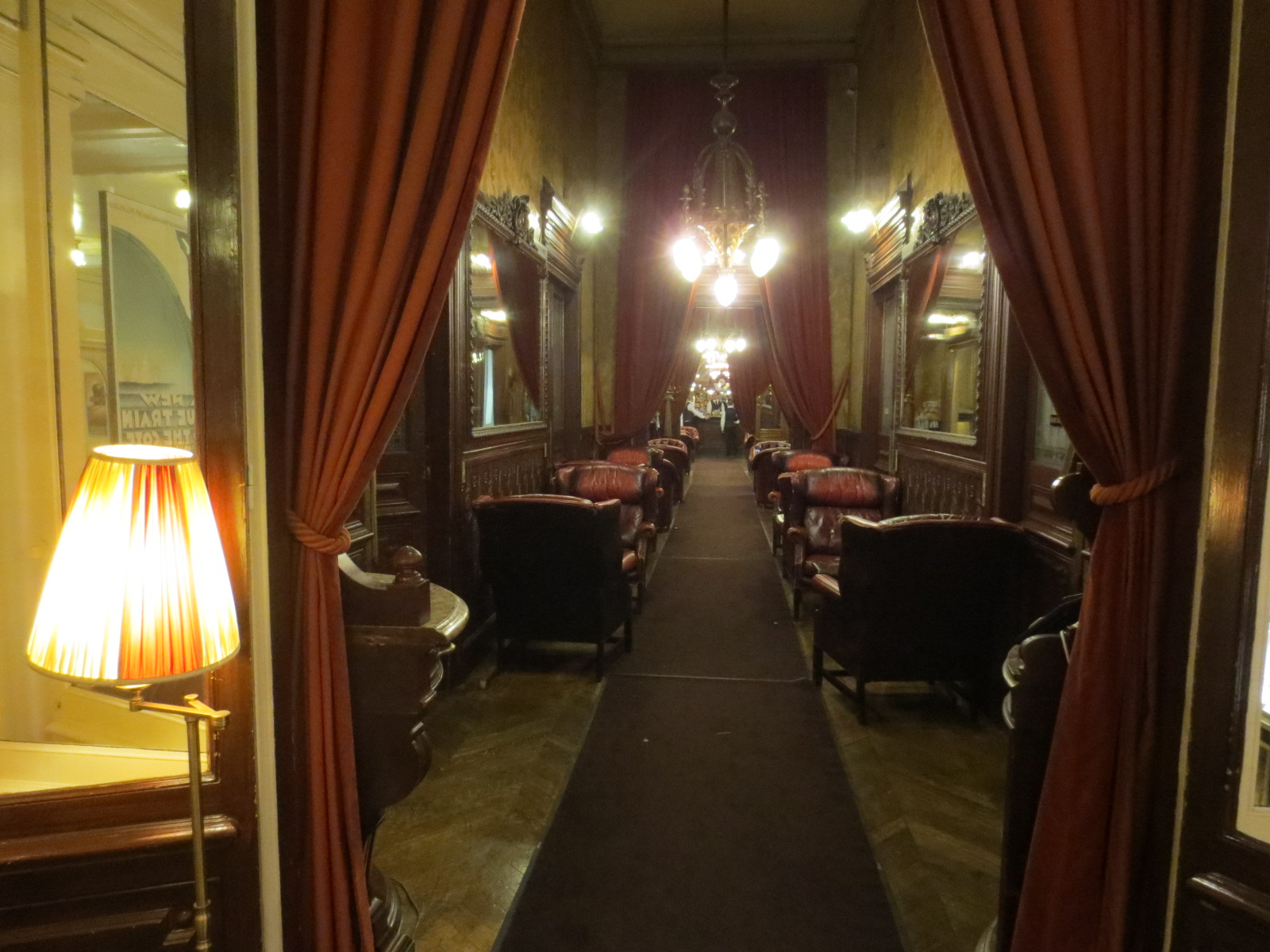
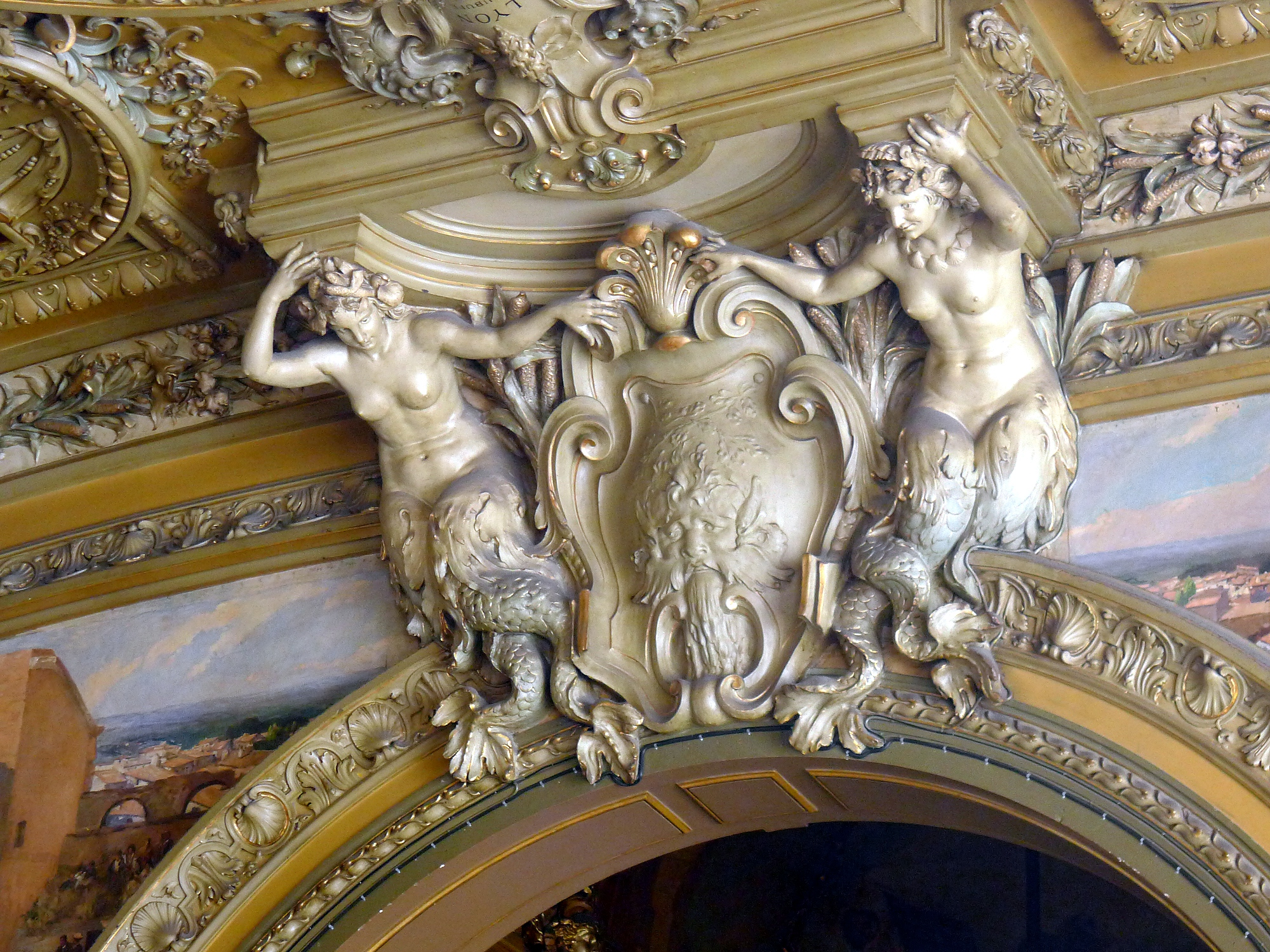
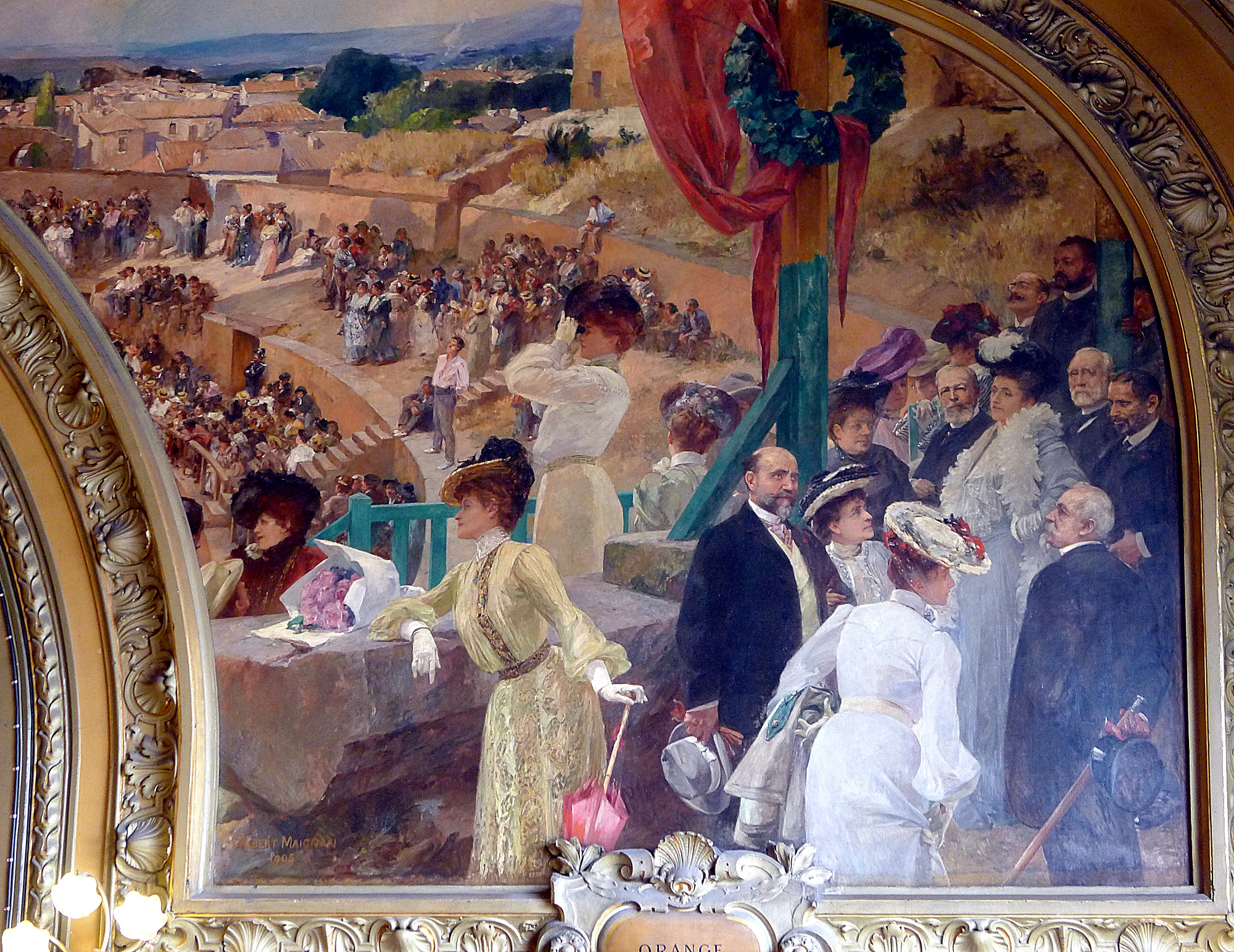
Albert Maignan, Orange.

## LeTrain bleuau cinéma
Parmi les films tournés au Train bleu, on compte, :
- 1972 : Voyages avec ma tante de George Cukor avec Maggie Smith, Louis Gosset Jr, Alec McCowen;
- 1973 : La Maman et la Putain de Jean Eustache avec Jean-Pierre Léaud[27];
- 1990 : Nikita de Luc Besson avec Anne Parillaud, Tchéky Karyo, Jean-Hugues Anglade, Jeanne Moreau, Jean Reno[28],[29];
- 1998 : Place Vendôme de Nicole Garcia avec Catherine Deneuve, Jean-Pierre Bacri, Emmanuelle Seigner, Jacques Dutronc;
- 2003 : Filles uniques de Pierre Jolivet avec Sandrine Kiberlain, Sylvie Testud, François Berléand, Roschdy Zem, Vincent Lindon;
- 2005 : Anthony Zimmer de Jérôme Salle avec Sophie Marceau, Yvan Attal;
- 2007 : Les Vacances de Mr. Bean[30] de Steve Bendelack avec Rowan Atkinson, Emma de Caunes, Willem Dafoe, Jean Rochefort
- 2009 : Micmacs à tire-larigot de Jean-Pierre Jeunet[31] avec Dany Boon, André Dussollier, Nicolas Marié;
- 2012 : Le Train Bleu de Stéphanie Assimacopulo, court-métrage avec Daniel Duval, Étienne Fague.

### Documentaires - émission de télévision
- 1976 : Apostrophe, existe-t-il une nouvelle cuisine française, de Jean Cazenave, présenté par Bernard Pivot avec Paul Bocuse, Robert J.Courtine, Henri Gault et Christian Millau. Au cours de cette émission réalisée en direct, des cheminots firent irruption dans le restaurant pour exprimer leurs revendications[32]
- 1993 : Chaud devant !! de Pascal Rémy (23"37') documentaire sur les rapports entre serveurs et cuisiniers. Diffusé sur Arte[33].
- 2012 : Le Train Bleu, buffet des rois, roi des buffets, d'Armand Isnard, documentaire (52") Éditions RDM.